# Погодичев, Григорий Алексеевич
Григорий Алексеевич Погодичев (1887—1979) — советский государственный и партийный деятель.

## Биография
Родился в с. Людиново Жиздринского уезда Калужской губернии. Член РСДРП с 1904 года (большевик). Участник Революции 1905—1907 годов.
Рабочий Людиновского завода и фабрики «Эриксон» (строгальщик по металлу). В 1910—1911 годах — один из руководителей кружка самообразования (Людиново). Находился под надзором полиции.
С марта 1917 года — член Людиновского комитета РСДРП(б), член президиума Совета рабочих депутатов. После Октябрьской революции с 29 ноября 1917 по май 1918 председатель исполкома Жиздринского уездного совета.
Участник Гражданской войны в Сибири (политработник). В 1920—1921 годах — председатель Новониколаевского (Новосибирского) городского и уездного комитета РКП(б).
В марте-апреле 1923 года участвовал в работе XII съезда РКП(б) (делегат с решающим голосом, избран на 3-й Всекиргизской краевой конференции).
В последующие годы на ответственной партийной, советской и хозяйственной работе в Воронеже. Затем - персональный пенсионер союзного значения.
Делегат VIII Всероссийского съезда Советов, кандидат в члены ВЦИК.
Награждён двумя орденами Ленина (второй орден вручён в 1955 году в связи с 50-летием революции 1905—1907 годов) и орденом Трудового Красного Знамени.
Автор воспоминаний о революционной деятельности и об установлении советской власти в Жиздринском уезде.